# Daehaeng
Daehaeng Kun Sunim(대행, 大行;1927 – 2012) fue una monja budista coreana y maestra de Seon (禪). Enseñó tanto a monjes como a monjas, y ayudó a aumentar la participación de jóvenes y hombres en el budismo coreano. Enfocó su esfuerzo a los laicos rompiendo los modelos tradicionales de práctica espiritual y enseñando para que cualquiera pudiera practicar, sin importar su estatus monástico o género. También fue una fuerza importante para el avance de las Bhikkunis (monjas), apoyando con fuerza a las universidades tradicionales de monjas, así como al moderno Consejo Bhikkuni de Corea. El templo que fundó, Hanmaum Seon Center, creció hasta tener 15 centros en Corea y otras 10 en otros países.

## Biografía
Daehaeng Kun Sunim nació en Seúl, Corea, en 1927. Su familia era originalmente bastante rica y poseía grandes extensiones de tierra en lo que ahora es Itaewon hasta el río Han. Su padre era de una antigua familia militar coreana y había seguido apoyando en secreto la resistencia a la ocupación japonesa de Corea. Como resultado, en 1932 o 1933, la policía secreta japonesa, la Kempeitai, vino a arrestarlo. Como fue advertido unos minutos antes de su llegada escapó por la parte trasera de su casa con su familia. Huyeron hacia el sur a través del río Han y vivieron en las montañas en una cabaña. Incapaces de ponerse en contacto con amigos o familiares de manera segura, vivían en la pobreza y tenían que recolectar los granos de arroz o verduras sobrantes.
Daehaeng Kun Sunim solía dormir al aire libre para evitar a su padre cada vez más enojado. Obsesionada con la pregunta de por qué la gente sufre, se despertó de su naturaleza inherente cuando tenía alrededor de ocho años. Fue ordenada formalmente por Hanam Kun Sunim alrededor de 1948, y recibió la transmisión del Dharma de él al mismo tiempo. Pasó los años siguientes vagando por las montañas de Corea, vistiendo ropas andrajosas y comiendo solo lo que tenía a mano. Más tarde, explicó que no había estado persiguiendo ningún tipo de ascetismo; más bien, estaba completamente absorta en confiar todo a su esencia fundamental de Buda y observar cómo eso afectaba a su vida.
Alrededor de 1959, se instaló en una ermita debajo del templo Sangwon en las montañas de Chiak y, a mediados de la década de 1960, se trasladó al área de Wonju. Más tarde se mudó al área de Cheongnyangni en Seúl, y finalmente a Anyang, donde estableció el primer Centro Hanmaum Seon en 1972. (Daehaeng 1993, 19-141) En el momento de su fallecimiento, el 22 de mayo de 2012, era la maestra guía de más de cien monjas y la maestra de Dharma de más de cincuenta monjes. El centro que ella fundó tiene una membresía laica de más de ciento cincuenta mil personas, y ha crecido a veinticinco centros en todo el mundo.

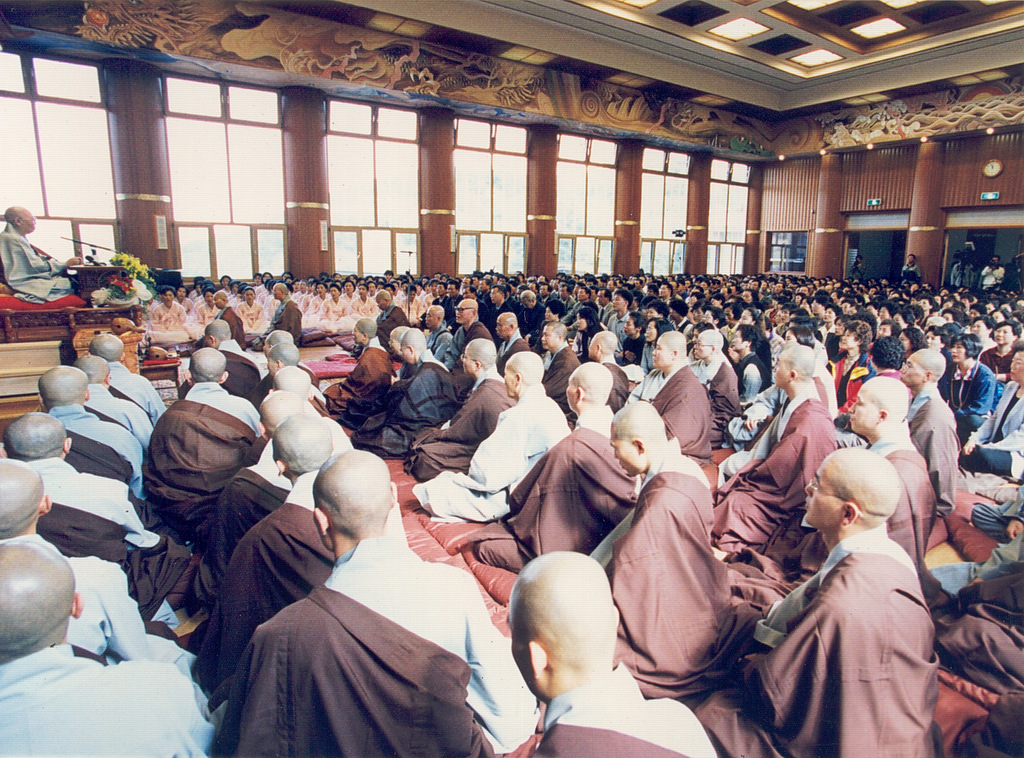
Una charla sobre el Dharma por Daehaeng Kun Sunim en el Jinju, Corea del Sur, Hanmaum Seon Center.

## Estilo de enseñanza
```
"Ten fe en tu naturaleza búdica inherente, confía incondicionalmente en las cosas que surgen en tu vida y sigue adelante. Observa lo que sucede cuando confías los problemas y los sentimientos a tu naturaleza inherente; experimenta con esto e intenta aplicar lo que aprendes. Después sigue adelante sin aferrarte ni siquiera a esto."
```

El objetivo de las enseñanzas de Daehaeng Kun Sunim era ayudar a las personas a descubrir su gran potencial con el fin de abrirse camino hacia adelante, utilizar las habilidades inherentes a ellos y, ayudarse a sí mismos y a los demás. Enseñó a las personas a confiar en la gran sabiduría y energía inherentes a cada uno de nosotros, a menudo llamada "naturaleza búdica", a través de la cual dijo que cada uno de nosotros está conectado con todos los demás seres.
En su propia vida y práctica, Daehaeng Kun Sunim había experimentado por sí misma que todas y cada una de las personas tienen este potencial infinito consigo mismas, que ella dijo que podría llamarse "naturaleza búdica", "Dios", "Buda inherente", "Padre"... Estaba decidida a enseñar de tal manera que la práctica espiritual fuera algo en lo que todos pudieran participar, y que no se limitara a ciertos grupos como monjes o monjas.
Para ella era importante que las personas desarrollaran las fortalezas y las herramientas para practicar y superar cualquier cosa que pudieran enfrentar, sin volverse dependientes de algún maestro o gurú externo. Con este fin, enseñó a la gente a confiar directamente en este "Buda inherente". (También usó con frecuencia las expresiones coreanas para "fundamento", "mente fundamental", "Juingong" (el que realmente está haciendo cosas "y" Hanmaum (una mente)). Sin embargo, dijo que un maestro externo puede ser necesario hasta que las personas encuentren su propio maestro interno verdadero.
Exhortó a la gente a esforzarse por dejar ir pensamientos como "yo", "mío" y "lo hice", así como a tener cuidado de interpretar los acontecimientos de manera positiva. Además, advirtió que no se deje atrapar culpando a otros por las cosas que uno experimenta. En cambio, dijo, comprenda que hemos tenido un papel en la creación de todo lo que experimentamos. Entonces, si podemos manejarlos sabiamente, cambiarán y se moverán en una dirección más positiva.
No enfatizó los períodos fijos de meditación sentada, ni alentó el estudio sistemático de hwadus (kong-an). Quería que las personas se acostumbraran a escuchar internamente y descubrir lo que tenían que hacer en un momento determinado para alegrar sus corazones, en lugar de quedar atrapados en las formas y tradiciones fijas de los demás.
Sobre los hwadus, dijo que aunque todavía pueden ser efectivos, no funcionan tan bien con la gente moderna y, en cualquier caso, cada persona tiene su propio hwadus fundamental con el que nacieron. "¿Por qué estoy aquí?" "¿Qué se supone que debo hacer con mi vida?", a este tipo de preguntas las llamó "hwadus que surgen naturalmente".
(Véase No River to Cross, 2007, Wake Up and Laugh, 2014)

### Versiones modernas de ceremonias budistas tradicionales
A fines de la década de 1970, Daehaeng Kun Sunim comenzó a traducir las ceremonias tradicionales utilizadas en los templos budistas coreanos. Se utilizaron en los templos que fundó, los Centros Hanmaum Seon, a principios de la década de 1980, y la primera colección de estas ceremonias se publicó ampliamente en 1987, pero no sería hasta finales de 2011 cuando la orden budista más grande de Corea, la Orden de Jogye, comenzaría a introducir traducciones coreanas modernas de las ceremonias tradicionales de caracteres chinos (hanmun). A Daehaeng Kun Sunim le preocupaba que los laicos estuvieran perdiendo los beneficios y la ayuda que la comprensión de las ceremonias podría proporcionar, por lo que comenzó a traducirlos de los caracteres chino-coreanos tradicionales al coreano fonético moderno (Hangul). Estos incluyeron:
- El Sutra de las Mil Manos (千手 經), que incluye el Great Compassion Dharani(大悲咒)
- El Sutra del corazón (般若 心 經)
- El Sutra del diamante (金剛 經)

Además, tradujo el Sutra de la guirnalda (華嚴 經). Su versión coreana del Sutra de las mil manos y el Dharani de la gran compasión se ha publicado en inglés con el título A Thousand Hands of Compassion. 

## Hanmaum Seon Center

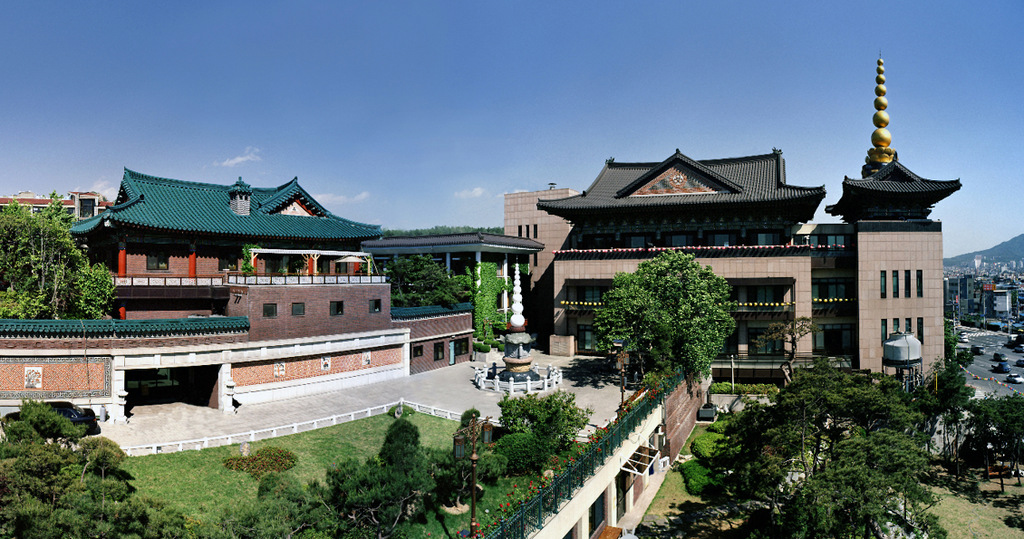
Hanmaum Seon Center ("Hanmaum Seonwon"), Anyang, Corea del Sur,

El Centro Hanmaum Seon (o Hanmaum Seonwon - 한마음 선원) es un gran complejo de templos budistas cerca de Seúl, Corea del Sur. Fundada en 1972, en la ciudad de Anyang, es parte de la Orden Jogye del Budismo Coreano. Está dirigido por las monjas Bhikkuni discípulas de Daehaeng Kun Sunim y tiene quince centros coreanos y diez en el extranjero. Además de su función como centro de enseñanza del Dharma, es bien conocido por su coro y grupos juveniles.

## Obras en inglés
- No River to Cross: Confiando en la iluminación que siempre está aquí (2007, Wisdom Publications)
- Despierta y ríe: las enseñanzas del Dharma del maestro zen Daehaeng (2014, Wisdom Publications)
- Mil manos de compasión: el canto de la espiritualidad y la iluminación coreanas (2008, coreano / inglés, publicaciones de Hanmaum)
- Mi corazón es un Buda de oro: historias budistas de Corea (2012, Publicaciones Hanmaum)
- Educating Unborn Children: A Sŏn Master's Teachings on T'aegyo, by Chong Go (2006), in Religions of Korea in Practice, Buswell, Robert, (ed). 144-162.
- Sŏn Master Daehaeng’s ‘Doing without Doing’, by Chong Go (2010), in Makers of Modern Korean Buddhism, Park, Jin Young, (ed). SUNY Press, 227-242.
- Forum on the Thousand Hands Sutra: Frankfurt Bookfair 2009, (2009, English/German, Hanmaum International Culture Institute)

## Obras en coreano
- 신행요전 Hanmaum Seonwon, 1987 (Ceremonies and Essentials)
- 한마음요전 Hanmaum Seonwon, 1993, (The Principles of Hanmaum[One Mind])
- 허공을 걷는 길 (enlace roto disponible en Internet Archive; véase el historial, la primera versión y la última)., V. 1-15 Hanmaum Seonwon, 2005~, (Stepping Forward into Emptiness: The collected Dharma Talks of Daehaeng Sunim)
- 道 : 김정빈長篇實名小說 by Kim Jeong Bin, Kŭlsure, 1985, (The Way: A story of finding the Path, by Kim Jeong Bin)
- 한마음 : 大行스님對談集, by Che-yŏl Yi, Kŭlsure, 1988 (One Mind: Conversations with Daehaeng Sunim)
- 無 : 大行스님法語集 by Kim Jeong Bin, Kŭlsure, 1991 (Nothing: The Dharma Teachings of Daehaeng Sunim)
- 한마음과 대행禪 (enlace roto disponible en Internet Archive; véase el historial, la primera versión y la última). edited by Hye Seon, Unjusa, 2013 (One Mind and Daehaeng's Seon)